# Zəngilani járás
A Zəngilani járás (azeri nyelven:Zəngilan rayonu) Azerbajdzsán egyik járása. Székhelye Zəngilan.

A Zəngilani járás elhelyezkedése Azerbajdzsánban

## Népesség
- 1999-ben 35 336 lakosa volt, melyből 35 306 azeri, 24 orosz és ukrán, 3 tatár, 2 lezg, 1 török.
- 2009-ben 39 362 lakosa volt, melyből 39 288 azeri, 34 török, 14 kurd, 12 lezg, 5 orosz, 2 ukrán, 7 egyéb.